# 郡山藩
郡山藩（日语：／ Kōriyama-han */?）是日本大和國添上郡郡山的藩，元和元年7月21日（1615年9月13日）創藩，明治4年7月14日（1871年8月29日）廢藩，石高在高峰期達190,000石，藩廳是郡山城，藩校創建於享保9年（1724年）8月，最初名為總稽古所，明治2年（1869年）改稱敬明館，明治3年（1870年）再改名為造士館。人口方面，享保9年時是21,738戶96,055人，享保11年（1726年）時是112,033人，寬政10年（1798年）時是92,717人，文政5年（1822年）時是87,982人，《藩制一覽》則記載為22,557戶102,426人。
武家屋敷方面，享保年間（1716年至1736年）時上屋敷位於幸橋內，下屋敷位於駒込、本所猿江、淺草瓦町和芝新堀，藏屋敷設於大津上堅田和大坂，大坂藏屋敷在明曆元年（1655年）時位於長堀富田屋町，延寶7年（1679年）時位於上中之島町，元祿年間（1688年至1704年）時位於肥後島町，寶永6年（1709年）時位於伊勢町，京屋敷在天保2年（1831年）時位於寺之前町，文久年間（1861年至1864年）之後則位於西院町。

## 歷史
元和元年7月21日（1615年9月13日），在大坂之陣中戰功排第二的水野勝成以60,000石從三河刈谷藩入主郡山，領地是大和國添下郡約18,508石、平群郡約3,049石、式下郡約19,595石、廣瀨郡約9,647石和添上郡約9,900石。當時郡山城由於在大坂之陣遭到大野治房和箸尾高春等人攻擊，城下町也被縱火，因此田地均處於荒廢狀態。對此，江戶幕府負責重建石垣和護城河，房屋則由勝成負責。勝成最初暫住於洞泉寺，後來才定居於三之丸。
元和5年8月4日（1619年9月11日），勝成獲加增40,000石，以100,000石入主備後福山藩，同年10月在大坂之陣中戰功排第一的松平忠明獲加增20,000石，從攝津大坂藩以120,292石入主郡山，領地是添上郡33村約12,243石、添下郡28村約19,506石、城下郡20村約19,107石、廣瀨郡20村約10,299石、葛下郡35村約19,004石、十市郡22村約10,560石、平群郡12村約3,060石、宇智郡22村約7,624石、吉野郡45村約8,874石、高市郡9村約3,386石、山邊郡9村約5,341石和河內國讚良郡4村約1,000石:213-214。
忠明在入主郡山在二之丸興建住處，又將伏見城的城門轉移為郡山城的鐵門、一庵丸門、櫻門和西大手門。元和9年4月5日（1623年5月4日），郡山藩的藩士與奈良奉行眾之間爆發水谷亂鬥事件（又稱水谷神事能鬥爭事件）。同年7月13日（8月9日），江戶幕府將軍德川家光上洛，他在奈良遊玩期間曾經在郡山城逗留兩天。此外，忠明在任內起用荒木又右衛門以及原本效力於福島正則的約30名浪人，又將原本位於雜穀町南面的遊廓傾城町轉移至洞泉寺町。寬永16年3月3日（1639年4月6日），忠明以150,000石加增至播磨姬路藩。
寬永16年5月5日（1639年6月6日），本多政勝從播磨姬路藩以150,000石入主郡山，領地根據《寬文印知》記載是添下郡31村約24,931石、添上郡32村約14,635石、城下郡30村約23,858石、葛下郡35村約23,271石、十市郡22村約13,199石、廣瀨郡20村約12,792石、吉野郡43村約10,891石、宇智郡21村約9,483石、山邊郡9村約6,676石、高市郡9村約4,232石、平群郡12村約3,812石以及河內國讚良郡4村約1,250石，其子本多勝行另有40,000石，根據《領地目錄書拔》記載，領地是葛上郡32村約24,149石、葛下郡5村約2,607石、高市郡7村約1,828石、十市郡3村約925石、忍海郡9村約3,563石、平群郡20村約6,924石，另有小物成米約112石，總共190,000石:217-218。
慶安3年6月11日（1650年7月9日），勝行死去，其領地在承應2年10月8日（1653年11月27日）由本多政長繼承其中的30,000石，剩餘的10,000石則由本多政信繼承，均為部屋住。寬文8年9月21日（1668年10月26日），政信被毒殺，由政勝三子本多忠英繼承其10,000石。寬文11年10月30日（1671年12月1日），政勝死去，作為嫡流的政長繼承其領地150,000石中的90,000石，庶流政勝次子本多政利則繼承剩餘的60,000石，世稱九六騷動。由於政長原本領有30,000石，因此郡山藩的石高變為120,000石:227-230。
延寶7年4月24日（1679年6月2日），政長死去，由本多忠國繼位。同年6月26日（8月2日），政利領有的60,000中30,000石雖然歸還予忠國，不過獲賜30,000石，以60,000石加增至播磨明石藩，同時忠國也以150,000石加增至陸奧福島藩，忠英則轉封至播磨山崎藩。同日，播磨明石藩藩主松平信之獲加增15,000石，以80,000石入主郡山，領地根據貞享元年9月21日（1684年10月29日）的《領地目錄書拔》記載是添下郡29村約23,653石、平群郡24村約7,104石、城下郡14村約14,091石、廣瀨郡19村約12,706石、葛下郡26村約18,054石、十市郡8村約3,140石和河內國讚良郡4村約1,250石:236。貞享2年6月22日（1685年7月23日），信之在就任為老中後獲加增10,000石，以90,000石入主下總古河藩。
貞享2年9月15日（1685年10月12日），本多忠平從下野宇都宮藩以120,000石入主郡山，忠平任內曾經起用松波良利和上島鬼貫處理財政。元祿8年12月12日（1696年1月16日），忠平之弟本多忠常繼位。寶永6年6月6日（1709年7月12日），忠平之兄陸奧淺川藩藩主本多忠晴長子本多忠直作為忠常的養子而繼位，根據正德2年4月11日（1712年5月16日）的《領地目錄書拔》記載，領地是添上郡28村約23,653石、平群郡24村約7,104石、城下郡19村約14,091石、十市郡9村約3,140石、廣瀨郡23村約12,706石、葛下郡32村約18,054石、河內國讚良郡4村約1,250石、近江國蒲生郡19村約12,350石、神崎郡13村約7,743石和淺井郡19村約9,906石，總共110,000石:241。享保2年6月27日（1717年8月4日），忠直之子本多忠村繼位，享保7年9月30日（1722年11月8日）死去，年僅13歲，同年11月忠村之弟7歲的本多忠烈繼位，石高也減至50,000石。享保8年11月27日（1723年12月24日），忠烈死去，本多家由於沒有嗣子而被改易，郡山城則由丹波篠山藩藩主松平信岑在翌年2月28日（1724年3月23日）接收。
享保9年3月11日（1724年4月4日），柳澤吉里從甲斐甲府藩以151,288石入主郡山，領地是添下郡38村約23,653石、平群郡24村約7,104石、式下郡19村約14,091石、十市郡9村約3,140石、廣瀨郡23村約12,706石、葛下郡32村約18,054石、河內國讚良郡4村約1,250石、近江國蒲生郡26村約15,350石、神崎郡13村約7,743石、淺井郡22村約10,679石、高島郡31村約18,173石、坂田郡13村約6,172石、伊勢國鈴鹿郡2村約568石和三重郡13村約12,600石:267-269，分別在神崎郡金堂和三重郡四日市設有陣屋（代官所）。
天明7年5月12日（1787年6月27日），由於年年失收導致米價高企，加上連日下雨和落雹，導致大坂爆發打毀，翌晚隨即波及至郡山，有五家米屋遭到打毀，14日增加至14家米屋，15日（6月30日）也有一兩家米屋受害。5月16日至17日（7月1日至7月2日），酒鋪和當鋪等也成為目標，不過在大量地方官員戒備下逃過一劫。爆發打毀領地的最終遍及高田、今井、三輪和丹波市，以至下田、狐井、長尾、南今市等葛下郡各村以及五條附近的村，連豪農也被襲擊。最終，郡山藩發佈觸書表示嚴懲，並且禁止私藏米，下令必須全數出售。
享和元年（1801年）10月，伊勢國鈴鹿郡和三重郡的15村約13,168石替地為添上郡17村、添下郡1村、十市郡5村、廣瀨郡2村、葛下郡11村、式下郡1村、平群郡1村以及河內國若江郡2村，總共40村約14,790石，石高雖然有所增加，但是同時失去商業都市四日市:272-273。文久元年5月28日（1861年7月5日），東禪寺事件爆發，郡山藩藩士有份在當時設於東禪寺的英國公使館迎擊。同年10月，和宮親子內親王降嫁，郡山藩負責在領地醒井宿至垂井宿的沿路以及其住處柏原宿戒備。文久3年8月21日（1863年10月3日），郡山藩在天誅組之變時出兵至吉野。
鳥羽伏見之戰後，郡山藩決定支持新政府軍。慶應4年正月9日（1868年2月2日），郡山藩取代丹波柏原藩負責保護東久世通禧，翌日又奉命前往大坂安治川方面戒備。正月14日（2月7日），郡山藩又派兵前往白山越和坂本方面戒備。另一方面，位於領地內的暗峠作為京都與攝津之間的要地，卻由肥前平戶藩負責把守，理由是江戶幕府有恩於郡山藩，其立場仍然不明。正月17日（2月10日），郡山藩先後派兵至泉涌寺和洞峠把守，也先後派人負責石山基正、植松雅言、愛宕通旭、東園基愛和五辻安仲等人的護衛。其後，郡山藩在戊辰戰爭中主要負責軍需補給，明治2年6月2日（1869年7月10日）憑此功績獲下賜1,000兩。明治4年7月14日（1871年8月29日），廢藩置縣。

## 歷任藩主
| 家名       | 家格      | 名稱     | 石高      | 領地 |
| ---------- | --------- | -------- | --------- | --- |
| 水野家     | 譜代 城持 | 水野勝成 | 60,000石  | 大和國添上郡、平群郡、式下郡、添下郡和廣瀨郡 |
| 奧平松平家 | 譜代 城持 | 松平忠明 | 120,292石 | 大和國添上郡、添下郡、式下郡、廣瀨郡、葛下郡、十市郡、平群郡、宇智郡、吉野郡、高市郡和山邊郡 河內國讚良郡 |
| 本多家     | 譜代 城持 | 本多政勝 | 190,000石 | 大和國添上郡、添下郡、廣瀨郡、葛上郡、葛下郡、十市郡、平群郡、宇智郡、吉野郡、高市郡、山邊郡和忍海郡 河內國讚良郡 |
| 本多家     | 譜代 城持 | 本多政長 | 120,000石 | 大和國添下郡、葛下郡、葛上郡、式下郡、十市郡、廣瀨郡、平群郡和忍海郡 河內國讚良郡 |
| 藤井松平家 | 譜代 城持 | 松平信之 | 80,000石  | 大和國添下郡、平群郡、式下郡、廣瀨郡、葛下郡和十市郡 河內國讚良郡 |
| 本多家     | 譜代 城持 | 本多忠平 | 120,000石 | 大和國添下郡、平群郡、式下郡、十市郡、廣瀨郡和葛下郡 河內國讚良郡 近江國蒲生郡、神崎郡和淺井郡 |
| 本多家     | 譜代 城持 | 本多忠常 | 120,000石 | 大和國添下郡、平群郡、式下郡、十市郡、廣瀨郡和葛下郡 河內國讚良郡 近江國蒲生郡、神崎郡和淺井郡 |
| 本多家     | 譜代 城持 | 本多忠直 | 110,000石 | 大和國添下郡、平群郡、式下郡、十市郡、廣瀨郡和葛下郡 河內國讚良郡 近江國蒲生郡、神崎郡和淺井郡 |
| 本多家     | 譜代 城持 | 本多忠村 | 110,000石 | 大和國添下郡、平群郡、式下郡、十市郡、廣瀨郡和葛下郡 河內國讚良郡 近江國蒲生郡、神崎郡和淺井郡 |
| 本多家     | 譜代 城持 | 本多忠烈 | 50,000石  | 大和國添下郡、平群郡和式下郡 河內國讚良郡 |
| 柳澤氏     | 譜代 城持 | 柳澤吉里 | 151,288石 | 大和國添下郡、平群郡、式下郡、十市郡、廣瀨郡和葛下郡 河內國讚良郡 近江國蒲生郡、神崎郡、淺井郡、高島郡和坂田郡 伊勢國鈴鹿郡和三重郡 |
| 柳澤氏     | 譜代 城持 | 柳澤信鴻 | 151,288石 | 大和國添下郡、平群郡、式下郡、十市郡、廣瀨郡和葛下郡 河內國讚良郡 近江國蒲生郡、神崎郡、淺井郡、高島郡和坂田郡 伊勢國鈴鹿郡和三重郡 |
| 柳澤氏     | 譜代 城持 | 柳澤保光 | 151,288石 | 大和國添下郡、平群郡、式下郡、十市郡、廣瀨郡和葛下郡 河內國讚良郡 近江國蒲生郡、神崎郡、淺井郡、高島郡和坂田郡 伊勢國鈴鹿郡和三重郡↓ 大和國添下郡、平群郡、式下郡、十市郡、廣瀨郡、葛下郡、添上郡 河內國讚良郡和若江郡 近江國蒲生郡、神崎郡、淺井郡、高島郡和坂田郡 |
| 柳澤氏     | 譜代 城持 | 柳澤保泰 | 151,288石 | 大和國添下郡、平群郡、式下郡、添上郡、十市郡、廣瀨郡和葛下郡 河內國讚良郡和若江郡 近江國蒲生郡、神崎郡、淺井郡、高島郡和坂田郡 |
| 柳澤氏     | 譜代 城持 | 柳澤保興 | 151,288石 | 大和國添下郡、平群郡、式下郡、添上郡、十市郡、廣瀨郡和葛下郡 河內國讚良郡和若江郡 近江國蒲生郡、神崎郡、淺井郡、高島郡和坂田郡 |
| 柳澤氏     | 譜代 城持 | 柳澤保申 | 151,288石 | 大和國添下郡、平群郡、式下郡、添上郡、十市郡、廣瀨郡和葛下郡 河內國讚良郡和若江郡 近江國蒲生郡、神崎郡、淺井郡、高島郡和坂田郡 |

## 領地
| 令制國 | 郡     | 領地 |
| ------ | ------ | --- |
| 大和國 | 添下郡 | 柳町、六條村、五條村、興福院、本庄村、高田村、野飼戶、觀音寺村、西音寺村、中山村、押熊村、平松村內、西大寺村內、法成村內、長生寺村、本鄉村之內、小和田村、山田村、九條西京、同所古川跡、七條村、矢田庄、三碓村（三ヶ碓村）、上村、二名村、東田原村、番條村     |
| 大和國 | 平群郡 | 小平尾村、小瀨村、一部村、萩原村、有里村、藤尾村、大門村、小倉寺村、鬼取村、西畑村、椣原寺、乙田村之內 |
| 大和國 | 式下郡 | 結崎村、藏堂村、伊與戶村、大安寺村、坂手村、黑田村、但馬村、下長村、吐田村、小柳村、屏風村、井上村、小坂村、遠田村、八尾村、檜垣村、為川村、平田村、鎰村、今里村、伴堂村、唐院村、保田村、唐古村、西代村、海智村、宮古村、法貴寺村、八田村之內、岩見村 |
| 大和國 | 廣瀨郡 | 佐味田村、山之坊村（山の坊村）、藥井村、城內村、大輪田村、穴闇村、長閑村、川合村、池邊村、赤部村、濟恩村、笠村、南鄉村、古寺村、箸尾村、中村、寺戶村、澤村之內                                                                                                 |
| 大和國 | 添上郡 | 白土村、一枝村、神殿村、大慈山村、誓多林、丹生村、北野村、的野村、岸寺村、室津村、切山村、松尾村、邑地村、北山村、奧原村、月瀨村（月ノ瀬村）、長引村、尾山村、石打村、奈良坂、須川村、平清水村、南庄村、薗田村、北村、法用村、鳴川村、桃香野村                 |

| 令制國 | 郡             | 領地 |
| ------ | -------------- | --- |
| 大和國 | 添下郡（31村） | 柳町村、新木村、天井村、九條村、七條村、九條西京村、六條村、五條村、奧福院村、本庄村、高田村、野飼戶村、觀音寺村、齋音寺村、中山村、押熊村、平松村內、西大寺村內、寶來村內、長正寺村、本鄉村內、小和田村、山田村、矢田村、三碓村、上村、二名村、東田原村、番條村、外川村、城村                                                                                             |
| 大和國 | 添上郡（32村） | 白上村、一枝村、神殿村、北庄村、長井村、山村、藏庄村、森本村、池田村、大慈仙村、誓多林村、丹生村、 北野村、的野村、峯寺村、室津村、桐山村、松尾村、邑地村、北山村、奧原村、月瀨村、長引村、尾山村、石打村、須川村、平清水村、南庄村、北村、法用村、嶋川村、桃香野村 |
| 大和國 | 城下郡（30村） | 結崎村、藏堂村、伊與戶村、大安寺村、坂手村、黑田村、但馬村、下長村、吐田村、小柳村、屏風村、井上村、小坂村、遠田村、八尾村、檜垣村、 為川村、平田村、鎰村、今里村、伴堂村、唐院村、保田村、唐子村、西代村、海知村內、法貴寺村、八田村內、岩見村、富本村 |
| 大和國 | 葛下郡（35村） | 大屋村、長尾村、新在家村、兵家村、今市村、大橋村、當麻村、八川村、疋田村、染野村、中村、加守村、礒壁村、池田村、平野村、大畠村、關屋村、礒野村、市場村、今在家村、畠田村、勝根村、良福寺村、中村、五位堂村、鎌田村、上牧村、穴蟲村、野口村、狐井村、大西村、上里村、下牧村、王寺村、畑村                                                                                   |
| 大和國 | 十市郡（22村） | 下八釣村、百市村、竹田村、新木村、松本村、八條村、新賀村、葛本村、常盤村、石原田村、高家村、木原村、膳夫村、大垣村、安部田村、吉備村、大田市村、飯高村、內膳村、上品寺村、多村、北矢木村 |
| 大和國 | 廣瀨郡（20村） | 佐味田村、山坊村、藥井村、城內村、大輪田村、穴闇村、長樂村、河合村、池邊村、赤部村、齋音寺村、笠村、南鄉村、古寺村、澤村之內、箸尾村、寺戶村、中村、大野村、大垣內村 |
| 大和國 | 吉野郡（43村） | 今木村、下淵村、鉾立村、檜垣本村、大岩村、矢走村、中增村、馬佐村、畑屋村、東千俁村、西千俁村、杉谷村、新野村、河原屋村、木津村、大熊村、津風呂村、佐佐羅村、色生村、北六田村、大野村、牧村、奈良井村、宮瀧村、入野村、田原村、瀧村、栗野村、中黑村、平野村、木津川村、萩原村、伊豆尾村、片岡村、山口村、大豆生村、谷尻村、日浦村、平尾村、鷲家口村、三尾村、麥谷村、三津村 |
| 大和國 | 宇智郡（21村） | 坂部鄉、見山村、二見村、上野村、釜窪村、大嶋村、六倉村、中村、岡村、大澤村、須惠五條村、上野村（上ノ村）、原村、山田村、今井村、近內村、居傳村、小和村、西阿田村、東阿田村、佐名傳村 |
| 大和國 | 山邊郡（9村）  | 永原村、指柳村、小田中村、田井庄村、井戶堂村、九條村、富堂村、千才村、上總村 |
| 大和國 | 高市郡（9村）  | 吉井村、小槻村、曲河村、土橋村、飛驒村、佐田村、今井村、醍醐村、五條野村 |
| 大和國 | 平群郡（12村） | 小平尾村、小瀨村、壹部村、萩原村、有里村、藤尾村、大門村、小倉寺村、鬼取村、西畑村、椣原（寺）村、乙田村之內 |
| 河內國 | 讚良郡（4村）  | 中垣內村、寺川村、野崎村、龍間村 |

| 令制國 | 郡     | 領地 |
| ------ | ------ | --- |
| 大和國 | 添上郡 | 南須川村、須川中村、北須川村、興原村（興ヶ原村）、邑地上村、邑地中村、邑地下村、桃香野上村、桃香野下村、長引村、石打村、尾山村、月瀨村、北野奧村、北野西村、峯寺村、的野村、室津村、松尾村、桐山村、北野山村、丹生村 |
| 大和國 | 添下郡 | 柳町村、野垣內村、小泉村、小和田村、大向村、木島村、石堂村、西城村、東城村、興福院村、齋音寺村、歌姬村、山陵村、常福寺村、門外村、新超昇寺村、古超昇寺村、上村、二名村、三碓村、新村、山田村、平松村、秋篠村、丹後莊村、五條村、九條村、觀音寺村、高田村、天井村、新木村、本莊村、番條村、伊豆七條村、杉村、豐浦村、七條村、六條村、寶來村、橫領村、超昇寺村、疋田村、疋田村、南新村、北新村、藤木中村、押熊村、鹿畑村、高山東村、高山西村、外川村、矢田村、中山村、郡山町 |
| 大和國 | 平群郡 | 菜畑村、山崎村、壹分村、小倉寺村、鬼取村、大門村、藤尾村、西畑村、鳴川村、椿木村、乙田村、白石畑村、西向村、福貴村、南乙田村、池澤村、馬司村、櫟原村、梨本村、福貴畑村、椣原村、幸前村、高安村、椎木村 |
| 大和國 | 廣瀨郡 | 大垣內村、赤部村、川合村、南大垣內村、佐味田村、城內村、南村、藥井村、澤村、大野村、中村、古寺村、長樂村、池部村、寺戶村、齋音寺村、笠村、山坊村、大輪田村、穴闇村、萱野村、辨才天村、的場村、大場村、南鄉村 |
| 大和國 | 葛下郡 | 下牧村、畠田村、平野村、上里村、中筋村、中筋村出作、今泉村、高村、北今市村、下田村、畑村、加守村、狐井村、磯壁村、今在家村、五位堂村、勝根村、新在家村、長尾村、南今市村、八川村、大畑村、東室村、柿本村、匹田村、市場村、磯野村、中村、築山村、三倉堂村、大橋村、上牧村、五所村（五ヶ所村）、關屋村、田尻村、穴蒸村、龜瀨藤井村、大谷村、良福寺村、神樂村、正道寺村、桑海村、勝目村、大西村                                                                                       |
| 大和國 | 式下郡 | 黑田村、南下永村、下永村、唐院村、保田村、市場村、中村、井戶村、辻村、梅戶村、屏風村、南伴堂村、北伴堂村、石見村、八尾村、新町村、東但馬村、但馬村、冨本村、小柳村、吐田村、今里村、平田村 |
| 大和國 | 十市郡 | 矢部村、大垣村、松本村、多村、金剛寺村、上品寺村、高家村、倉橋村、新木村、飯高村、大綱村、南山村、百市村、內膳村 |
| 河內國 | 讚良郡 | 龍間村、中垣內村、野崎村、寺川村 |
| 河內國 | 若江郡 | 南萱振村 |
| 近江國 | 蒲生郡 | 林村、駕與丁村、島村、綾戶村、東橫關村、中小森村、八木村、東村、舩木村、寺內村、東鍛冶屋村、多賀村、西之庄村、市井村、宇津呂村、中村、西庄淺小井村、市井村、多賀村、北之庄村、倉橋部村、鷹飼村、杉森村、大手村、香之庄村、上慈恩寺村、下慈恩寺村、常樂寺村、清水鼻村 |
| 近江國 | 神崎郡 | 林村、豬子村、佐野村、佐生村、種村、神鄉村、長勝寺村、北庄村、五位田村、和田村、石馬寺村、金堂村、川並村 |
| 近江國 | 坂田郡 | 長久寺村、柏原村、目河內村、上野村、本鄉村、大鹿村、山室村、醒井村（醒ヶ井村）、能登瀨村、河崎村、乾村、國友村、勝村 |
| 近江國 | 淺井郡 | 今庄村、法樂寺村、佐野村、宮部村、唐國村、青名村、五坪村、津里村、小倉村、小觀音寺村、香花寺村、弓削村、新井村、野寺村、川道村、大濱村、下八木村、沓掛村、祝山村、鹽津濱村、上之庄中村（上ノ庄中村）、庄村 |
| 近江國 | 高島郡 | 海津東町、海津中村町、海津中小路町、西濱村、知內村、蛭口村、石庭村、在原村、野口村、小荒路村、山中村、浦村、下村、白谷村、牧野村、上開田村、寺久保村、辻村、森西村、澤村、新保村、中庄村、深清水村、大沼村、梅原村（梅ヶ原村）、五十川村、下古賀村、田井村、霜降村、太田村、三尾里村 |

## 註解
1. ↑  郡山現為奈良縣大和郡山市郡山地區[1]。
2. ↑  現行對應地如下[4]：
  - 幸橋內上屋敷現為東京都千代田區內幸町2丁目2−2[5]。
  - 駒込下屋敷現為東京都文京區本駒込6的六義園[6]。
  - 本所猿江現為東京都江東區猿江和住吉一帶。
  - 淺草瓦町現為東京都台東區淺草橋1丁目30、2丁目1和柳橋2丁目6。
  - 芝新堀現為東京都港區芝2丁目3的西部、4至14、16至18、22的西部、15的北部和3丁目5至6。
3. ↑  現行對應地名如下[7]：
  - 上堅田現為滋賀縣大津市島之關和中央（日语：中央 (大津市)）3丁目[8]。
  - 長堀富田屋町現為大阪府大阪市西區新町（日语：新町 (大阪市)）1、2丁目、北堀江（日语：北堀江）1和2丁目。
  - 上中之島町現為大阪市北區中之島1和2丁目。
  - 肥後島町現為大阪市北區中之島2丁目。
  - 伊勢町現為大阪市北區西天滿3、5丁目和南扇町（日语：南扇町）。
4. ↑  現行對應地名如下[9]：
  - 寺之前町現為京都府京都市東山區本町18丁目。
  - 西院町現為京都市上京區西院町。
5. ↑  雜穀町和洞泉寺町分別為大和郡山市雜穀町和洞泉寺町[1]。
6. ↑  現行對應地名如下：
  - 金堂陣屋（金堂代官所）現為滋賀縣東近江市五個莊金堂町（日语：五個荘金堂町）[8][14]。此代官所始於元祿6年（1693年），終於明治5年（1872年），蒲生郡、神崎郡和坂田郡的領地由其管轄，淺井郡和高島郡的領地則由始於明治5年的海津代官所管轄[1][2]。
  - 四日市陣屋（日语：四日市陣屋）（四日市代官所）現為三重縣四日市市中部[15]，始於享保15年（1730年），終於享和元年（1801年）[2]。
7. ↑  現行對應地名如下[1]：
  - 高田和今井分別現為大和郡山市高田町和今井町。
  - 三輪現為奈良縣櫻井市三輪（日语：三輪町 (奈良県)）。
  - 丹波市現為奈良縣天理市丹波市（日语：丹波市町）。
  - 下田現為奈良縣香芝市下田（日语：下田村 (奈良県)）、下田西、下田東、畑和西真美一帶。
  - 狐井現為香芝市狐井（日语：下田村 (奈良県)）。
  - 長尾和南今市分別現為奈良縣葛城市長尾和南今市（日语：磐城村）。
  - 五條現為奈良縣奈良市青垣台、六條西、六條綠町、六條、赤膚町、平松、五條、五條西和五條畑（日语：都跡村）一帶。

## 外部連結
- . kotobank （日语）.